# Ig (Ig)

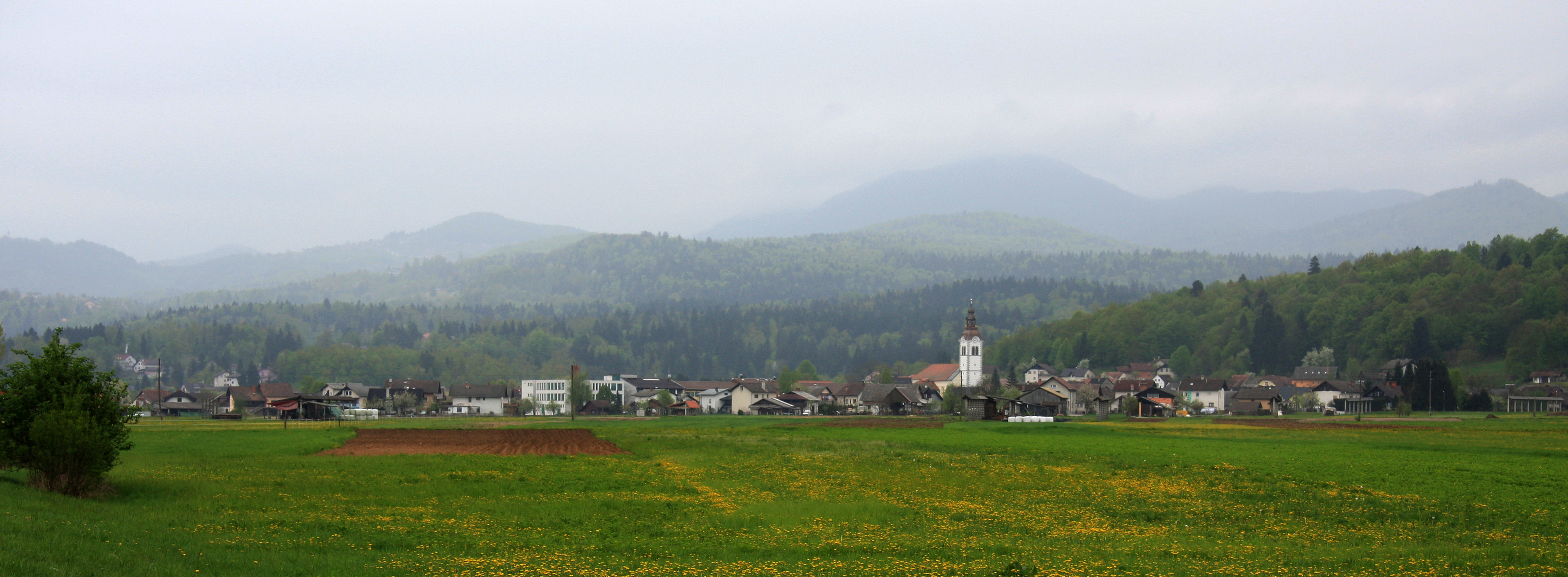
Ig

Die Ortschaft Ig (auch Ig pri Ljubljani; deutsch (historisch): Sonnegg in der Krain) ist Hauptort der Gemeinde Ig in der Region Osrednjeslovenska in Slowenien.

## Lage
Die 25 Ortschaften umfassende Gemeinde liegt 10 km südlich der slowenischen Hauptstadt Ljubljana am Rande des Laibacher Moors und des Berges Krim (1107 m).
Im Zentrum des Hauptortes entspringt einer Karstquelle die Iščica, ein Nebenfluss der Ljubljanica.

## Nachweise
1. ↑  Population by settlements, detailed data, 1 January 2023. Abgerufen am 27. Januar 2024.
2. ↑  Ig (Ig, Osrednjeslovenska, Slowenien) - Einwohnerzahlen, Grafiken, Karte, Lage, Wetter und Web-Informationen. Abgerufen am 27. Januar 2024.